# 13320 Джесікамайлз
13320 Джесікамайлз (13320 Jessicamiles) — астероїд головного поясу, відкритий 14 вересня 1998 року.
Тіссеранів параметр щодо Юпітера — 3,558.